# Jekatierina Walkowa
Jekatierina Igoriewna Walkowa (ros. Екатерина Игоревна Валькова, ur. 17 maja 1991) – rosyjska judoczka. Olimpijka z Rio de Janeiro 2016, gdzie zajęła siedemnaste miejsce w wadze półśredniej.
Uczestniczka mistrzostw świata w 2017, 2018 i 2021. Startowała w Pucharze Świata w latach 2011, 2013-2015 i 2020. Brązowa medalistka mistrzostw Europy w 2016; piąta w 2018, a także trzecia w drużynie w 2013. Mistrzyni Rosji w 2015; trzecia w 2012 i 2013 roku.

## Letnie Igrzyska Olimpijskie 2016
| Konkurencja | Eliminacje               | Klas. końcowa |
| Konkurencja | Przeciwnik I             | Miejsce       |
| ----------- | ------------------------ | ------------- |
| 63 kg       | Anicka van Emden (NED) P | 17.           |